# Eldgjá

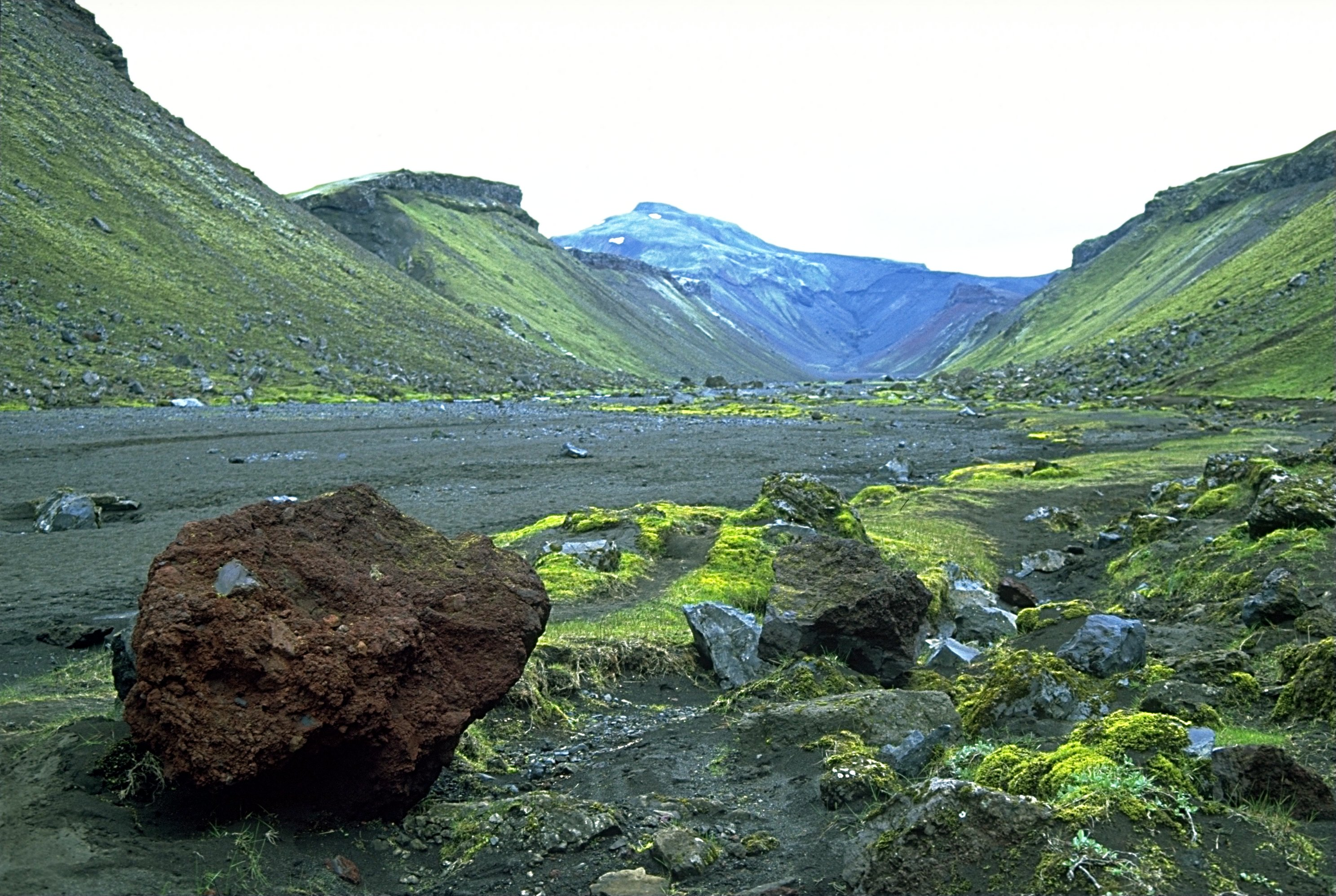
Imatge de l'Eldgjá

Eldgjá és un engorjat volcànic d'Islàndia. Eldgjá i els propers cràters del volcà Laki són part del mateix sistema volcànic tal com el Katla, al sud del país. Eldgjá vol dir "gorja de focs" en islandès. Situat entre Landmannalaugar i Kirkjubæjarklaustur, l'engorjat fa al seu punt més gran 270 m de profunditat i 600 m ample. Va ser descobert per Thorvaldur Thoroddsen el 1893. La primera erupció documentada el 934 va ser la colada de basalt fluida més gran en temps històric, amb un volum aproximat de 18 km³ de lava ejectada a la superfície de la terra. Hi ha una bonica cascada anomenada Ófærufoss dins de la gorja. Un pont natural a través de la cascada desapareixia el 1993 a causa de la fusió del gel. L'excés d'aigua va fer que el pont s'erosionés i col·lapsés.